# Enfida Sports
Maillots
Enfida Sports (arabe : النفيضة الرياضية) est un club tunisien de football fondé en 1939 et basé dans la ville d'Enfida.

## Histoire
Créé en juin 1939 à l'initiative des responsables du Domaine de la localité, le club ne peut s'engager officiellement qu'en 1946, après la fin de la Seconde Guerre mondiale. Évoluant en seconde division Centre, il interrompt son activité avec l'annulation des compétitions en janvier 1952 et ne les reprend qu'en 1958. 
Il doit évoluer en troisième division pendant de longues années et ne connaît la consécration qu'en 1972 en accédant en deuxième division (Ligue II). Toutefois, cette euphorie ne dure pas puisque l'équipe dégringole en troisième et même en quatrième division. Elle revient en seconde division à nouveau en 1980, avant de rétrograder en 1984 et de passer 25 ans dans les divisions inférieures. Elle réussit enfin en 2012 à retrouver la Ligue II, où elle doit se familiariser pour la première fois avec le professionnalisme.

## Parcours
- 1939-1946 : Dispute des rencontres amicales sans engagement officiel
- 1946-1951 : Division 2 Centre
- 1951-1958 : sans activité
- 1958-1972 : Division 3 Centre
- 1972-1974 : Division 2 Centre-Sud
- 1974-1976 : Division 3 Centre
- 1976-1979 : Division 4 Centre
- 1980-1981 : Division 3 Centre
- 1981-1984 : Division 2 Centre
- 1984-1985 : Division 3 Sousse
- 1985-1993 : Division 2 (puis division 1) Tunis-Nord Est (niveau 3)
- 1993-1999 : Division 2 Tunis-Nord Est (niveau 4)
- 1999-2000 : Division 1 Sousse (niveau 5)
- 2000-2001 : Division d'honneur Nord (niveau 4)
- 2001-2005 : Nationale C, poule Nord (Ligue III)
- 2005-2010 : Division d'honneur Centre puis Nord-Est (niveau 4)
- 2010-2012 : Ligue III (Nord)
- 2012-2015 : Ligue II
- 2015-2016 : Ligue III (Centre)

## Palmarès
| \| - Championnat de Tunisie D3 (3) : - Champion : 1980, 1985, 1990 (Centre) - Championnat de Tunisie D4 (2) : - Champion : 1979 (Centre), 2010 (Nord-Est) \| \| - Championnat de Tunisie D5 (1) : - Champion : 2000 (Sousse) \| |  |                                                              |
| - Championnat de Tunisie D3 (3) : - Champion : 1980, 1985, 1990 (Centre) - Championnat de Tunisie D4 (2) : - Champion : 1979 (Centre), 2010 (Nord-Est)                                                                          |  | - Championnat de Tunisie D5 (1) : - Champion : 2000 (Sousse) |

## Personnalités

### Présidents
- Sliman Khalfallah
- Othman Khalfallah
- 1994-2002 : Fethi Hachicha
- 2002-2006 : Hamadi Saïed
- 2006-2008 : Mhedheb Mhedhebi
- 2008-2010 : Fethi Hachicha
- 2010-2012 : Jilani Boussif
- 2012-2013 : Faouzi Hamrouni
- 2013-2015 : Ali Ouaer
- 2015-2016 : Kamel Moussa

### Entraîneurs
- 1972-1973 : Habib Bouraoui
- 1973-1974 : Salah Braiek puis Boubaker Bidani
- 1977-1980 : Tahar Ben Saïd
- 1980-1981 : Tahar Ben Saïd puis Abiche Gharbi
- 1981-1982 : Mouldi Gnaba
- 1982-1983 : Mounir Belkhiria
- 1983-1984 : Mouldi Gnaba puis Mustapha Jouili puis Hédi Ben Salem
- 1984-1985 : Tahar Béji
- 1985-1986 : Jilani Aouali
- 1986-1987 : Hédi Ben Salem
- 1987-1988 : Hédi Ben Salem puis Jelloul Gharbi
- 1988-1989 : Jelloul Gharbi puis Boubaker Braiek
- 1989-1992 : Ridha Zouaghi
- 1992-1993 : Abdelmajid Gobantini puis Youssef Zouaghi
- 1993-1994 : Slim Zlitni puis Boubaker Braiek
- 1994-1995 : Boubaker Braiek puis Mohsen Habacha puis Abiche Gharbi
- 1995-1996 : Abiche Gharbi puis Ridha Zouaghi
- 1996-1997 : Youssef Ben Romdhan
- 1997-1998 : Lassâad Guissi puis Mehdi Ben Abid puis Mabrouk Fehmi
- 1998-1999 : Bouraoui Serhan puis Jelloul Gharbi et Ahmed Moussa
- 1999-2002 : Kacem Jabbes
- 2002-2003 : Ridha Zouaghi
- 2003-2004 : Salah Guediche
- 2004-2005 : Abdelhamid Bouguila puis Ahmed Moussa
- 2005-2006 : Ridha Zouaghi
- 2006-2007 : Mohamed Reguig puis Kacem Jabbes
- 2007-2008 : Fehmi Ben Béchir
- 2008-2009 : Mabrouk Fehmi puis Ridha Zouaghi puis Abdelwahab Hichri
- 2009-2010 : Ridha Zouaghi puis Fehmi Ben Béchir puis Riadh Ben Salah
- 2010-2011 : Riadh Ben Salah puis Mabrouk Fehmi puis Chaker Meftah
- 2011-2012 : Riadh Ben Salah puis Ridha Zouaghi
- 2012-2013 : Chaker Meftah puis Sofian Morjane
- 2013-2014 : Sofian Morjane
- 2014-2015 : Riadh Ben Salah puis Ridha Zouaghi puis Fehmi Ben Bechir
- 2015-2016 : Hassine Mestiri puis Lassaad Chriti puis Mourad Gatri